# Thierno Diallo
Thierno Boubacar Diallo (Conakry, Guinea, 22 de novembre de 2000) és un gimnasta artístic català.

## Biografia
Quan tenia sis anys, va assistir a un programa d’escoltisme de talents a la seva escola de Manresa i els entrenadors que van veure el seu potencial el van animar a començar la gimnàstica.
Diallo es va convertir en ciutadà espanyol el 2015 i va debutar amb l'equip espanyol de gimnàstica sènior el 2018.

## Trajectòria
Diallo va guanyar una medalla d'or en equip als Jocs Mediterranis de 2018, juntament amb Néstor Abad, Nicolau Mir, Alberto Tallón i Rayderley Zapata. El mateix grup va acabar sisè al Campionat d’Europa de 2018. Diallo també va competir al Campionat del Món de 2018 i 2019.
Als campionats nacionals d’Espanya, Diallo es va classificar tercer el 2018 i segon el 2020 en la modalitat individual.
Es va classificar per als Jocs Olímpics d’Estiu 2020 a la prova per equips.